# Congresso della Somalia Unita
Il Congresso della Somalia Unita (in inglese: United Somali Congress - USC) è stata una delle maggiori organizzazioni politico-paramilitari somale. Creato nel 1987, giocò un ruolo fondamentale nella deposizione del governo di Siad Barre, e divenne il principale obiettivo della missione Restore Hope del 1993. In seguito il partito si è assai frammentato, ma alcuni suoi esponenti sono entrati a far parte, in ruoli chiave, del Governo federale di transizione.

## Storia
Concentrata quasi esclusivamente nel clan degli Hauia, l'ala politica del USC fu fondata a Roma nel gennaio del 1987. L'ala militare fu fondata invece alla fine del 1987 in Etiopia, e guidata dal generale Mohammed Farah Aidid fino allo scioglimento della formazione.
Il USC fu fondato per rispondere alle brutali aggressioni perpetrate a danno del clan Hauia dalla dittatura militare del generale Siad Barre, che in questo clan vedeva, ed effettivamente aveva, il principale focolaio d'opposizione. Dal 1987 al 1991, le forze governative mossero durissimi attacchi e condussero veri e propri massacri contro gli Hauia nel loro territorio d'origine, nella Somalia centrale e meridionale; l'esercito somalo compì le più gravi carneficine nel novembre 1989 nella Somalia centrale, nei pressi della città di Galcaio, facendo strage di moltissimi civili innocenti. Furono proprio questi massacri a spingere Mohamed Farah Aidid ad abbandonare Barre, di cui era stato collaboratore e capo dei servizi segreti, per aderire al USC recandosi nei suoi campi di addestramento a Mustahiil, in Etiopia.
I successi militari del USC furono indispensabili per la destituzione di Barre: furono proprio le sue truppe, guidate da Aidid, a sconfiggere l'esercito regolare ed entrare a Mogadiscio, costringendo Barre alla fuga, il 26 gennaio 1991.
Purtroppo l'USC non riuscì, dopo la caduta del dittatore, a fare fronte comune con gli altri movimenti di opposizione. Anzi, l'organizzazione si divise al suo interno dopo aver scelto uno dei suoi più autorevoli membri, Ali Mahdi Mohamed, come presidente ad interim.
Aidid infatti non gradì la decisione e si oppose al nuovo governo di Mahdi chiamando alle armi il suo sottoclan, gli Habr Ghedir, e dando inizio a feroci battaglie che insanguinarono il paese e soprattutto la capitale Mogadiscio. Conseguentemente, il USC si spaccò nel 1992 in due fazioni: quella di Aidid, che fondò l'Alleanza Nazionale Somala (Somali National Alliance, SNA), e quella di Mahdi, promotore dell'Alleanza per la salvezza della Somalia (Somali Salvation Alliance, SSA). Formalmente entrambi i gruppi si consideravano parte del USC, infatti sono indicati come SNA/USC e SSA/USC. In realtà gli scontri armati tra le due fazioni furono la fine del USC, e determinarono l'inizio della Guerra civile somala. Aidid morì nel 1996, ed il controllo del SNA passò al figlio Hussein; nel SSA Mahdi, intenzionato a disimpegnarsi progressivamente dalle lotte tra fazioni, lasciò il comando a Musa Sudi Yalahow.
Le due fazioni raggiunsero la pace nell'agosto del 1998, su iniziativa di Hussein e Mahdi; Yalahow tuttavia vi si oppose, e questo fece proseguire degli scontri a Mogadiscio. Hussein e Yalahow si sarebbero rappacificati solo nel 2002, quando entrambi sarebbero entrati nel Consiglio di riconciliazione e restaurazione della Somalia per opporsi al Governo nazionale di transizione.
Questo però causò lo scontro interno al SSA tra i seguaci di Yalahow e quelli di Omar Mohamed Finish, signore della guerra del SSa che sosteneva il governo; ne risultarono violenti scontri con numerose vittime a Mogadiscio
.
Hussein, Yalahow e Finisch sarebbero tutti entrati nel Governo federale di transizione al momento della sua costituzione, nel novembre 2004.